# Diplôme honorifique

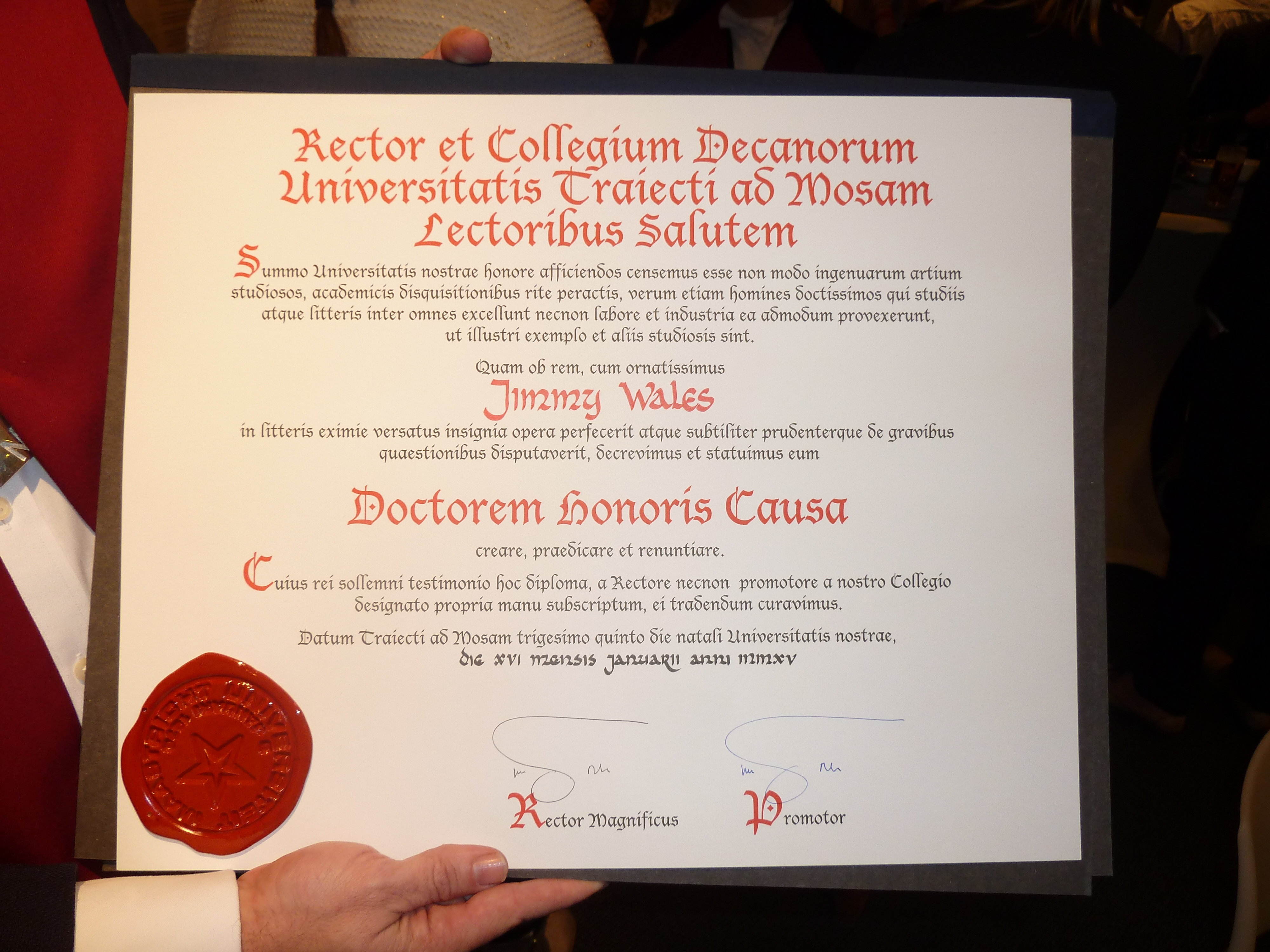
Le doctorat honoris causa reçu par Jimmy Wales de l'Université de Maastricht (2015).

Un diplôme honorifique est un diplôme universitaire pour lequel une université (ou un autre établissement décernant un diplôme) a renoncé à toutes les exigences habituelles, telles que l'inscription, la fréquentation, les crédits de cours, une thèse et la réussite d'examens de synthèse. Il est également connu sous les expressions latines honoris causa (« pour l'honneur ») ou ad honorem (« à l'honneur »). Le diplôme est généralement un doctorat honoris causa ou, plus rarement, une maîtrise, et peut être décerné à une personne qui n'a aucun lien préalable avec l'établissement universitaire ou qui n'a pas fait d'études post-secondaires antérieures. Voici un exemple d'identification d'un récipiendaire de ce prix: Doctorat en administration des affaires (Hon. Causa). 
Le diplôme est souvent conféré comme un moyen d'honorer les contributions d'un visiteur distingué à un domaine spécifique ou à la société en général. 
Il est parfois recommandé que ces diplômes soient inscrits dans le curriculum vitae (CV) en tant que prix, et non dans la section éducation. En ce qui concerne l'utilisation de ce titre honorifique, les politiques des établissements d'enseignement supérieur demandent généralement que les récipiendaires « s'abstiennent d'adopter le titre trompeur » et qu'un récipiendaire d'un doctorat honorifique restreigne l'utilisation du titre "Dr" avant leur nom à tout engagement avec l'établissement d'enseignement supérieur en question et non au sein de la communauté au sens large. Theodore Hesburgh détenait le record du plus grand nombre de diplômes honorifiques, ayant obtenu 150 titres au cours de sa vie.

## Origines historiques
Cette pratique remonte au Moyen Âge, lorsque, pour diverses raisons, une université pouvait être persuadée, ou juger utile, d'accorder une exemption de tout ou partie des exigences statutaires habituelles pour l'octroi d'un diplôme. Le premier diplôme honorifique jamais enregistré a été décerné à Lionel Woodville à la fin des années 1470 par l'université d'Oxford. Il devint plus tard évêque de Salisbury. 
Dans la dernière partie du XVIe siècle, l'octroi de diplômes honorifiques est devenu assez courant, surtout à l'occasion de visites royales à Oxford ou à Cambridge. Lors de la visite de Jacques Ier à Oxford en 1605, par exemple, quarante-trois membres de sa suite (dont quinze comtes ou barons ) ont reçu le diplôme de Master of Arts, et le registre des convocations indique explicitement qu'il s'agissait de diplômes complets, portant les privilèges habituels (tels que les droits de vote dans la Convocation et la Congrégation ). 

## Pratique moderne

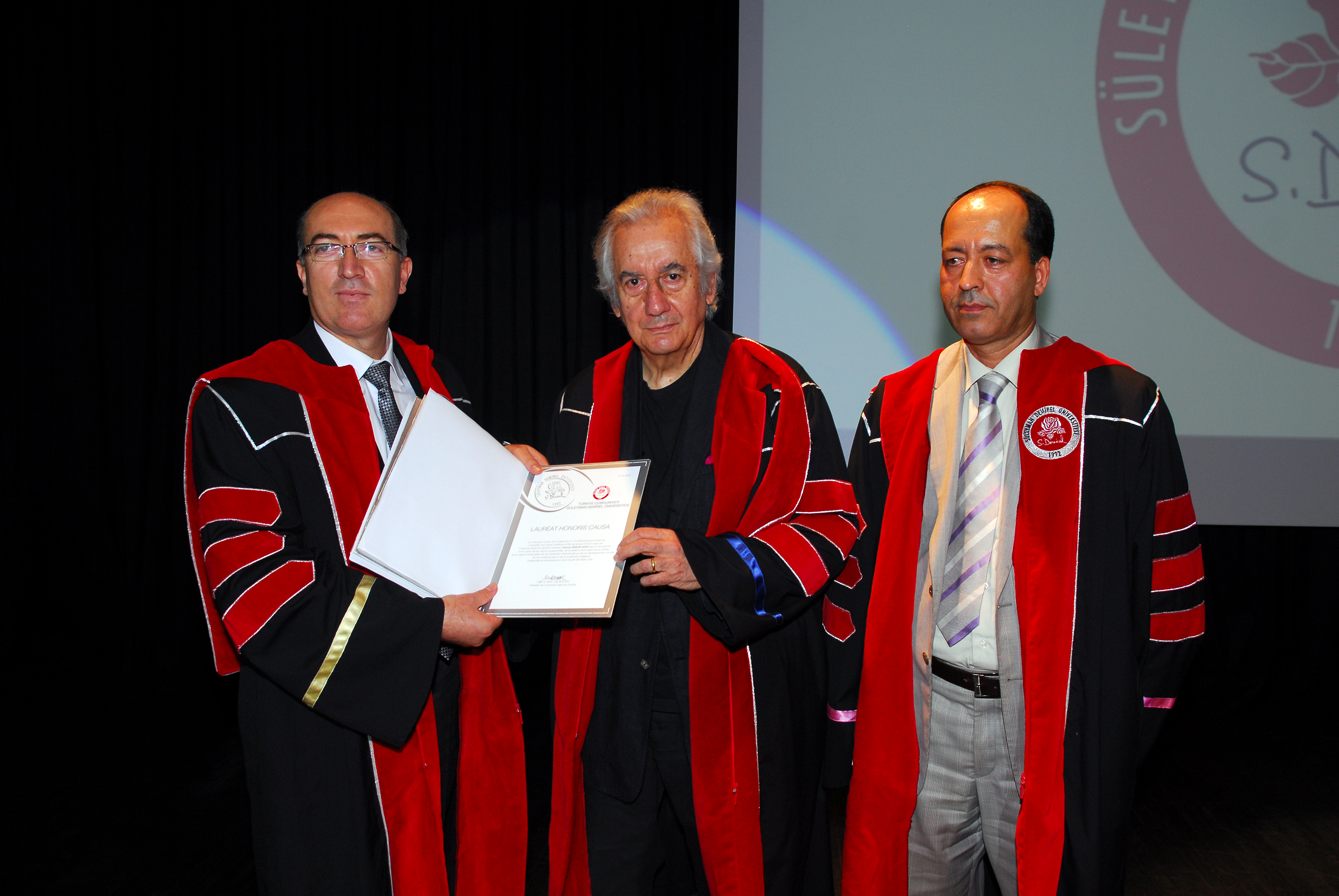
Herman Braun-Vega recevant son diplôme de Docteur Honoris Causa de l'Université Süleyman Demirel à Isparta en Turquie.

Le terme diplôme honorifique est un terme impropre: les diplômes honoris causa ne sont pas considérés de la même qualité que les diplômes substantiels obtenus par les processus académiques standard des cours et de la recherche originale, sauf peut-être lorsque le récipiendaire a démontré un niveau approprié de bourse universitaire qui serait normalement le qualifier pour l'obtention d'un diplôme de fond. Les récipiendaires de diplômes honorifiques portent généralement la même tenue académique que les titulaires de diplômes de fond, bien qu'il y ait quelques exceptions: les diplômés honoraires de l' Université de Cambridge portent la robe de chambre appropriée, mais pas la capuche, et ceux de l' Université de St Andrews portent une soutane noire au lieu de la robe de chambre habituelle. 
Un diplôme ad eundem ou jure officii est parfois considéré comme honorifique, bien qu'il ne soit conféré qu'à une personne qui a déjà obtenu une qualification comparable dans une autre université ou en atteignant un poste exigeant le niveau de bourse approprié. Dans certaines circonstances, un diplôme peut être conféré à une personne à la fois pour la nature de la fonction qu'elle occupe et pour l'achèvement d'un mémoire. La "dissertation et jure dignitatis" est considérée comme un diplôme universitaire complet. Voir ci - dessous . 
Bien que les doctorats supérieurs tels que DSc, DLitt, etc., soient souvent décernés honoris causa, dans de nombreux pays (notamment en Angleterre et en Écosse, en Irlande, en Australie et en Nouvelle-Zélande), il est possible formellement d'obtenir un tel diplôme. Cela implique généralement la soumission d'un portefeuille de recherches évaluées par des pairs, généralement menées sur un certain nombre d'années, qui a apporté une contribution substantielle au domaine universitaire en question. L'université désignera un jury d'examinateurs qui examinera le cas et préparera un rapport recommandant l'octroi ou non du diplôme. Habituellement, le candidat doit avoir un lien formel solide avec l'université en question, par exemple du personnel académique à temps plein ou des diplômés de plusieurs années. 
Certaines universités, cherchant à faire la distinction entre les doctorats substantifs et honorifiques, ont un diplôme (souvent DUniv, ou docteur de l'Université) qui est utilisé à ces fins, les autres doctorats supérieurs étant réservés à des bourses académiques examinées officiellement. 
L'archevêque de Canterbury a le pouvoir de décerner des diplômes. Ces « degrés Lambeth » sont parfois, à tort, considérés comme honoraires; cependant, les archevêques ont depuis des siècles le pouvoir légal (à l'origine en tant que représentants du pape, confirmé par la suite par un acte d'Henri VIII 1533 ), de décerner des diplômes et de le faire régulièrement aux personnes qui ont réussi un examen ou sont réputées ont satisfait aux exigences appropriées. 
Entre les deux extrêmes d'honorer des célébrités et d'évaluer formellement un portefeuille de recherches, certaines universités utilisent des diplômes honorifiques pour reconnaître les réalisations de la rigueur intellectuelle. Certains instituts d'enseignement supérieur ne décernent pas de diplômes honorifiques par principe   - voir ci - dessous . Certaines sociétés savantes accordent des bourses honorifiques de la même manière que les diplômes honorifiques sont décernés par les universités, pour des raisons similaires. 

### Utilisation pratique

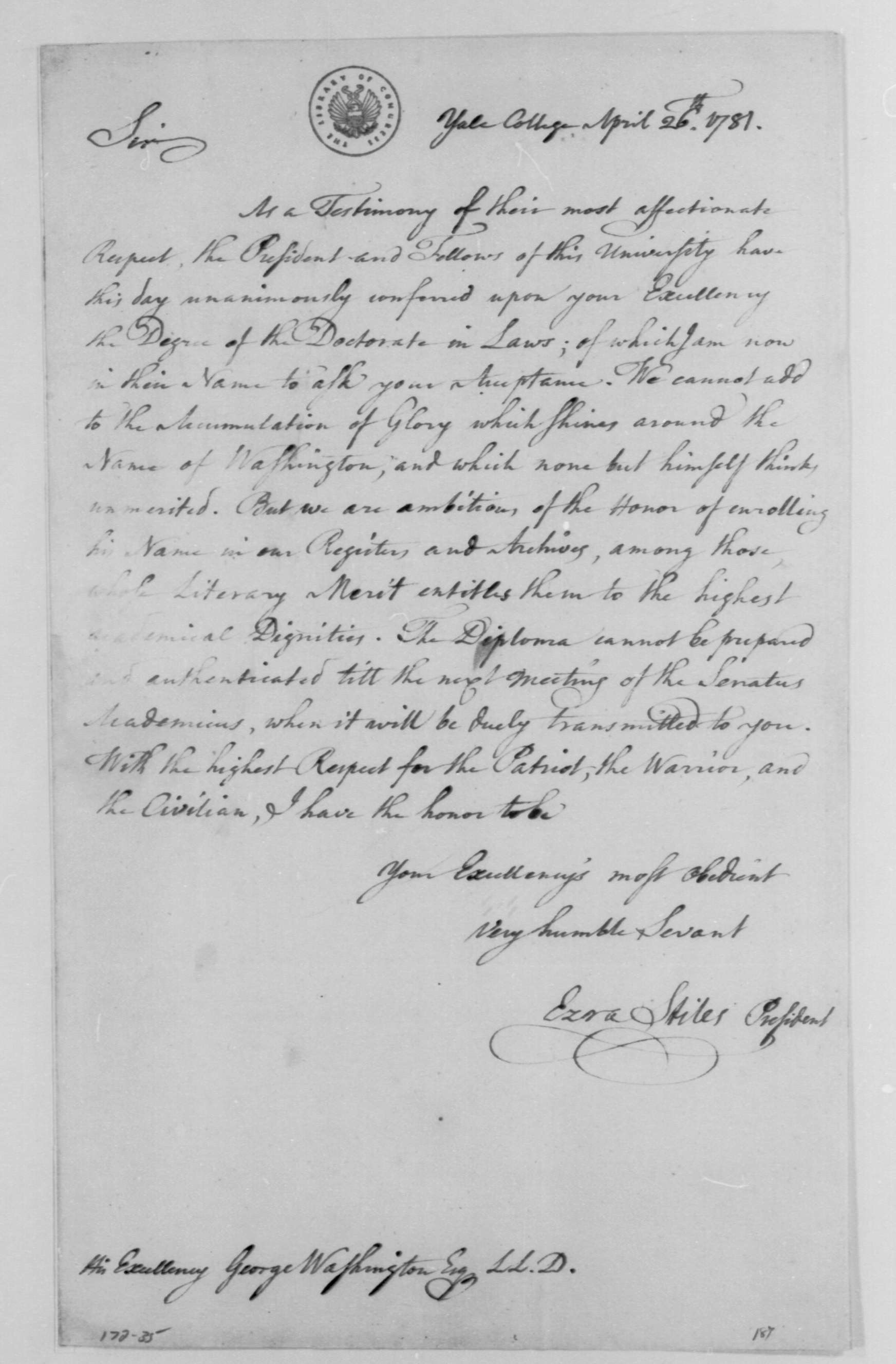
Lettre d'Ezra Stiles à George Washington annonçant l'octroi d'un diplôme honorifique à Washington par le président et les boursiers du Yale College (1781).

Un exemple typique de réglementation universitaire est le suivant : «Les diplômés honoraires peuvent utiliser les lettres post-nominales approuvées. Il est pas habituel, mais, pour les bénéficiaires d'un doctorat honorifique à adopter le préfixe «Dr. »  Dans certaines universités, il est cependant une question de préférence personnelle pour un médecin d'honneur à utiliser le titre officiel de « Docteur », quelles que soient les circonstances du prix. Les communications écrites lorsqu'un doctorat honorifique a été décerné peuvent inclure les lettres "hc" après la récompense pour indiquer ce statut. 
Le récipiendaire d'un diplôme honorifique peut ajouter le titre du diplôme de façon postnominale, mais[réf. nécessaire] toujours être clairement indiquée que le diplôme est honorifique en ajoutant "honorifique" ou "honoris causa" ou "hc" entre parenthèses après le titre du diplôme. Dans certains pays, une personne titulaire d'un doctorat honorifique peut utiliser le titre "Docteur" de manière prénominale, en abrégé "Dr.hc" ou "Dr. (hc ) ". Parfois, ils utilisent "Hon" avant les lettres de degré, par exemple, "Hon DMus". 
Ces dernières années, certaines universités ont adopté des titres post-nominaux entièrement distincts pour les diplômes honorifiques. Cela est dû en partie à la confusion que les diplômes honorifiques ont causée. Par exemple, un doctorat honorifique de l' Université de Technologie d'Auckland prend le titre spécial HonD car il est désormais courant dans certains pays d'utiliser certains diplômes, tels que LLD ou HonD, comme purement honorifique. Certaines universités, y compris l'Open University, accordent des diplômes de doctorat de l'université (DUniv) à des candidats sélectionnés, tout en décernant des doctorats ou des doctorats à ceux qui ont satisfait aux exigences académiques. 
Plus [réf. nécessaire]   Les universités américaines décernent les diplômes de LLD ( Doctor of Laws ), LittD ( Doctor of Letters ), LHD ( Doctor of Humane Letters ), ScD ( Doctor of Science ), PedD (Doctor of Pedagogy) et DD ( Doctor of Divinité ) uniquement en tant que diplômes honorifiques. Les universités américaines n'ont pas le système de "doctorats supérieurs" utilisé au Royaume-Uni et dans certaines autres universités à travers le monde.

### Diplômes coutumiers (diplômesad eundemoujure officii)
Certaines universités et collèges ont l'habitude de décerner une maîtrise à chaque chercheur nommé professeur titulaire, qui n'y avait jamais obtenu de diplôme. Dans les universités d'Oxford, de Dublin et de Cambridge, de nombreux cadres supérieurs obtiennent le diplôme de Master of Arts après trois ans de service , et à Amherst College, tous les professeurs titulaires obtiennent un Master of Arts dans un établissement universitaire convocation à l'automne, même si l'école n'offre qu'un baccalauréat ès arts (Amherst décerne des doctorats honorifiques au début du printemps à d'éminents universitaires et autres invités spéciaux). Des écoles telles que l'Université Brown, l'Université de Pennsylvanie et l'Université Harvard décernent également des professeurs titulaires, qui n'ont pas de diplôme de leurs écoles respectives, l'AM ad eundem . 
Ces diplômes ad eundem ou jure officii sont des diplômes acquis, non honorifiques, car ils reconnaissent l'apprentissage formel. 
De même, un diplôme jure dignitatis est décerné à une personne qui a fait preuve d'éminence et d'érudition en étant nommée à un poste particulier. Ainsi, par exemple, un DD (docteur en théologie) pourrait être conféré à un évêque à l'occasion de sa consécration, ou un juge créé LLD (Legum Doctor) ou DCL (docteur en droit civil) lors de sa nomination à la magistrature. banc. Ces diplômes sont également correctement considérés comme des diplômes de fond plutôt que des diplômes honorifiques. 

### Établissements ne délivrant pas de diplômes honorifiques
Certaines universités américaines telles que le Massachusetts Institute of Technology (MIT), Cornell University, Stanford University,, et Rice University, ne décernent pas de diplômes honorifiques par principe. L'université de Virginie (fondée en 1819) a probablement été la première université américaine à avoir explicitement pour politique de ne pas décerner de diplômes honorifiques à la demande de son fondateur, Thomas Jefferson, En 1845, William Barton Rogers, alors président de la faculté, défendit vigoureusement cette politique; en 1861, il fonde le MIT à Boston et poursuit cette pratique, L'Université de Virginie décerne chaque année les médailles Thomas Jefferson en architecture et en droit, comme les plus hautes distinctions accordées par cette institution.
La Stanford Alumni Association décerne occasionnellement le diplôme d'homme / femme peu commun à des personnes qui ont rendu "un service rare et exceptionnel" à l'université. Bien que l'UCLA ait imposé un moratoire sur l'attribution de diplômes honorifiques, elle honore des personnes notables avec la médaille UCLA à la place. Le St. John's College n'a pas décerné de diplômes honorifiques depuis 1936, mais son association d'anciens étudiants offre à l'occasion des membres honoraires aux professeurs, au personnel et aux autres proches associés du collège qui prennent leur retraite.

## Controverse

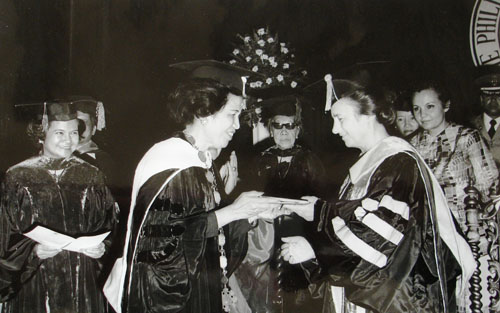
Elena Ceauşescu devient Docteur Honoris Causa de l' Université de Manille, Philippines, en 1975.

Certaines universités et collèges ont été accusés d'avoir décerné des diplômes honorifiques en échange de dons importants. Les récipiendaires d'un grade honorifique, en particulier ceux qui n'ont pas de qualifications académiques antérieures, ont parfois été critiqués s'ils insistent pour être appelés "Docteur" à la suite de leur attribution, car les honorifiques peuvent induire le grand public en erreur au sujet de leurs qualifications. Il peut également être trompeur lorsque des personnes respectées sont appelées «professeur», en particulier dans un contexte universitaire ou gouvernemental. 
En 1985, comme un camouflet délibéré, l'Université d'Oxford a voté pour refuser à Margaret Thatcher un diplôme honorifique pour protester contre ses coupes dans le financement de l'enseignement supérieur. Ce prix avait auparavant été décerné à tous les premiers ministres ayant fait leurs études à Oxford. 
La faculté de philosophie de Cambridge a courtisé la controverse parmi la communauté universitaire en mars 1992, lorsque trois de ses membres ont opposé un veto temporaire à l'octroi d'un doctorat honorifique à Jacques Derrida ; eux et d'autres partisans non-Cambridge de la philosophie analytique ont protesté contre l'octroi au motif que le travail de Derrida "n'était pas conforme aux mesures acceptées de rigueur académique." Bien que l'Université ait finalement adopté la motion, l'épisode a fait davantage pour attirer l'attention sur l'antipathie persistante entre l'analytique (dont la faculté de Cambridge est le principal représentant) et les traditions philosophiques continentales post- hégéliennes (auxquelles le travail de Derrida est plus étroitement associé). 
En 1996, le Southampton College de la Long Island University (maintenant un campus de la Stony Brook University ) a décerné un doctorat honorifique en lettres amphibies à Muppet Kermit the Frog. Bien que certains étudiants se soient opposés à l'octroi d'un diplôme à un Muppet, Kermit a prononcé un discours d'ouverture agréable et le petit collège a reçu une couverture médiatique considérable. Le diplôme a été décerné en reconnaissance des efforts dans le domaine de l'environnementalisme. L'université a déclaré: « Sa chanson thème, « Ce n'est pas facile d'être vert », est devenue un cri de ralliement du mouvement environnemental. Kermit a utilisé sa célébrité pour diffuser des messages positifs dans des messages d'intérêt public pour la National Wildlife Federation, le National Park Service, la Better World Society et d'autres. " 
L'attribution d'un diplôme honorifique à des personnalités politiques peut provoquer des protestations de la part des professeurs ou des étudiants. En 2001, George W. Bush a reçu un diplôme honorifique de l'université Yale, où il avait obtenu son baccalauréat en histoire en 1968. Certains étudiants et les professeurs ont choisi de boycotter 300e de l'université début. Andrew Card, qui a été chef de cabinet de Bush de 2001 à 2006, a finalement choisi de ne pas parler lorsque l'Université du Massachusetts-Amherst lui a décerné un diplôme honorifique en 2007, en réponse aux protestations des étudiants et des professeurs lors des cérémonies de commencement. 
Peu de gens s'y opposent lorsqu'un diplôme honorifique est décerné dans un domaine pour lequel le lauréat est reconnu. La décision de l'Université McGill d'accorder au musicien Joni Mitchell un doctorat honorifique en musique en 2004 n'a pas été contestée, bien qu'elle ait été programmée pour coïncider avec un symposium sur la carrière de Mitchell. 
En 2005, à l'Université Western Ontario, le Dr Henry Morgentaler, un gynécologue impliqué dans une affaire judiciaire décriminalisant l'avortement au Canada ( R. c. Morgentaler ), a été nommé docteur honoris causa en droit. Plus de 12 000 signatures ont été obtenues, demandant à l'UWO d'annuler sa décision d'honorer le Dr Morgentaler. Plusieurs rassemblements de protestation ont eu lieu, dont un le jour où le diplôme honorifique a été décerné (une contre-pétition en faveur du diplôme de Morgentaler a recueilli 10 000 signatures). 
En 2007, des manifestants ont exigé que l'Université d'Édimbourg révoque un diplôme honorifique décerné au dirigeant zimbabwéen Robert Mugabe en 1984. L'Université a par la suite révélé son intention de revoir sa politique en matière de diplômes honorifiques et de retirer certains chiffres de leurs diplômes honorifiques qui ne les méritaient pas. Lors de l'examen de la révocation du titre honorifique d'une personnalité politique, des raisons telles que les violations des droits de l'homme ou la corruption politique seraient prises en considération. En conséquence, il a été annoncé que Mugabe avait été déchu de son diplôme honorifique. L'Université prévoyait également d'avoir une procédure de sélection plus rigoureuse concernant les récipiendaires potentiels de diplômes honorifiques, afin de rectifier la tendance à attribuer des diplômes à des célébrités. Des étudiants de l'Université du Massachusetts à Amherst ont également demandé à l'université de révoquer le diplôme honorifique décerné à Mugabe il y a plus de vingt ans, et le 12 juin 2008, les administrateurs ont annulé à l'unanimité le diplôme honorifique de Robert Mugabe, La Michigan State University a également annulé son diplôme honorifique. 
En avril 2009, le président de l'Arizona State University, Michael M. Crow, a refusé de décerner un diplôme honorifique au président des États-Unis Barack Obama pour son manque de qualifications suffisantes jusqu'à présent. En outre, la controverse été déclenchée au sujet de Notre Dame décernant un diplôme honorifique à Obama, car l'institution est catholique romaine et Obama a des opinions pro-choix sur l'avortement et soutient la recherche sur les cellules souches embryonnaires. 
En février 2012, Rosmah Mansor, l'épouse du Premier ministre de Malaisie, Najib Razak, a reçu de manière controversée un doctorat honorifique de l'Université Curtin pour « services à l'éducation de l'enfance ». L'université a rendu hommage à Rosmah pour avoir fondé et dirigé les centres de la petite enfance de Permata en Malaisie, bien que certains anciens élèves et étudiants aient soutenu que les centres financés par le gouvernement constituaient « un abus de l'argent des contribuables ». 
Plus de 50 diplômes honorifiques décernés à Bill Cosby ont été annulés en raison d'allégations et de condamnations pour agression sexuelle. 

## Utilisation du titre associé aux doctorats honorifiques
Par convention, les récipiendaires des doctorats honorifiques n'utilisent pas le titre "Dr" dans la correspondance générale, bien que dans la correspondance officielle de l'université délivrant le diplôme honorifique, il est normal de s'adresser au récipiendaire par le titre,. Cependant, cette convention sociale n'est pas toujours scrupuleusement respectée. Les personnes notables qui ont utilisé le préfixe honoraire incluent : 
- Maya Angelou, une mémoire et poète qui n'avait aucun diplôme, mais elle a reçu des dizaines de doctorats honorifiques et elle a préféré être appelée "Dr. Angelou" par des personnes autres que la famille et des amis proches[47].
- Stephen Colbert, qui a reçu un doctorat honorifique en beaux-arts du Knox College en 2006, a souvent fait la lumière sur le concept de "docteur honorifique" en offrant des conseils médicaux ridicules dans un peu appelé "Cheating Death" sur son émission de télévision The Colbert Report après avoir obtenu un DFA[48].
- Benjamin Franklin, qui a reçu une maîtrise honorifique du Collège de William et Mary en 1756, et des doctorats de l'Université de St. Andrews en 1759 et de l'Université d'Oxford en 1762 pour ses réalisations scientifiques. Il s'est ensuite appelé "Docteur Franklin".
- Alan García, ancien président et homme politique péruvien, qui a occupé pendant de nombreuses années le titre de Dr dans des présentations officielles en tant que chef de l'État et en tant que civil tout au long de sa carrière universitaire. Fortement critiqué par les médias lorsqu'il découvre son dernier diplôme de maîtrise en développement économique et ne termine pas ses études de doctorat en droit, il obtient un doctorat honorifique de l'Université de Delhi en 1987, tout en effectuant une visite officielle en Inde lors de sa première mandat de président[49].
- Billy Graham avait été appelé « Dr. Graham »[50] bien que son diplôme le plus élevé soit un BA en anthropologie du Wheaton College[51].
- Samuel Johnson, un auteur et lexicographe, qui, quelques années plus tôt, n'avait pas pu (en raison de considérations financières) terminer ses études de premier cycle au Pembroke College d'Oxford, a obtenu le diplôme de Master of Arts par diplôme en 1755, en reconnaissance de son érudition réalisations[52]. En 1765, le Trinity College de Dublin lui a décerné le diplôme de docteur en droit[53] et en 1775, Oxford lui a décerné le diplôme de docteur en droit civil par diplôme[54].
- Edwin H. Land, qui a inventé l' appareil photo instantané Land Camera, et a été cofondateur de la Polaroid Corporation, a reçu un doctorat honorifique de l'Université de Harvard et était souvent appelé "Dr. Land", bien qu'il n'ait pas gagné degré[55].
- Richard Stallman, le fondateur de la Free Software Foundation dans le domaine des technologies de l'information, a reçu quatorze doctorats honorifiques de divers établissements d'enseignement internationaux de 1996 à 2014, y compris la North American Lakehead University en 2009, et se réfère désormais à lui-même comme "Dr. Richard Stallman "dans des discours, des conférences, des vidéos et des courriels[56],[57],[58].
- Sukarno, le premier président de l'Indonésie, a reçu vingt-six doctorats honorifiques de diverses universités internationales, dont l'université Columbia, l'université du Michigan, l'université de Berlin, l'université al-Azhar, l'université de Belgrade, l'université d'État de Moscou et bien d'autres. Et également des universités nationales, notamment l'université Gadjah Mada, l'université d'Indonésie, l'Institut technologique de Bandung et l'université Padjadjaran. Il avait souvent été désigné par le gouvernement indonésien à l'époque comme «Dr. Ir. Sukarno '[59], combiné avec son diplôme d'ingénieur ( Ir. ) Du Bandung Institute of Technology.